# Мілан (хокейний клуб)
Хокейний клуб «Мілан» (італ. Hockey Club Milano) — один з перших хокейний клубів з міста Мілан, Італія. Заснований у 1924 році. У ході своєї історії змінював ім'я двічі, називався Асоціація хокейного клубу «Мілан», а також носив ім'я «Інтер».

## Історія
Команда була заснована в 1924 році групою спортсменів у Мілані, це перша команда в країні: до цього, тільки в клубі фігуристів-дель-Валентіно в Турині був організований клуб. Протягом майже десятиліття вона залишається фактично єдиною хокейною командою Італії та є основою для національної збірної. Першими командами, які змогли протидіяти пануванню ХК «Мілан» стали Спортивна група Доломіти Кортіна (яка в 1932 році стала першою командою, що порушила гегемонію перемог міланців в італійському чемпіонаті), а також «Дияволи Россонері Мілан», які в 30-х роках здобули успіхи за кордоном, зокрема виграли Кубок Шпенглера 1934 та 1935 років.
У 1937 році змінюється назва клубу, в період з 1924 по 1937 роки, команда здобуває 8 чемпіонських титулів. У 1938 році відбувається злиття двох міланських клубів ХК «Мілан» та «Дияволи Россонері Мілан», це зроблено з метою пропаганди спорту в Італії, у зв'язку з Зимовими Олімпійськими іграми 1940 року (були скасовані у зв'язку із війною). 
Після Другої світової війни, команда відновлює свою традиційну назву і знову починає домінувати в чемпіонаті. На додаток до першої команди, друга (яка в 1947 році носила ім'я аматорів Мілану) досягає хороших результатів.
У 1950 році, компанія підписує угоду з клубом «Інтернаціонале» і стає самостійною частиною футбольної команди, з офіційною назвою Хокейний клуб «Інтер». Результатом стають перемоги в чотирьох з п'яти сезонів, між 1950-51 і 1954-55 роками. Приходять перемоги і на міжнародній арені: у 1953  і 1954 роках, команда виграла двічі престижний Кубок Шпенглера.
У 1956 році ліга не проходила у зв'язку з проведенням Зимових Олімпійських ігор в Кортіна-д'Ампеццо. Дві основні міланські команди знаходились у фінансовій скруті і змушені зливатися, щоб вижити. Після цього ХК «Мілан» зникає з карти на 29 років, аж до появи хокейного клубу «Мілан Сайма» в 1985 році.

## Досягнення
- Чемпіон Італії 15 разів: 1924 — 25, 1925 — 26, 1926 — 27, 1929 — 30, 1930 — 31, 1932 — 33, 1933 — 34, 1936 — 37 (як ХК «Мілан»), 1946 — 47, 1947 — 48, 1949 — 50 , 1950 — 51, 1951 — 52, 1953 — 54, 1954 — 55 (як «Інтер»).
- Кубок Шпенглера: 1953, 1954.

## Дивись також
- Девілз
- Дияволи
- Дияволи Россонері Мілан
- Інтер (Мілан)
- Мілан Вайперз
- Мілан Сайма